# 中華民國史事日誌
《中華民國史事日誌》是一部編年史，作者為历史学家郭廷以，初版于1979年，以日記的形式对中华民国大陆時期發生的重要歷史事件進行记录。
此書起於民國元年（1912年1月1日，迄於民國38年（1949年12月31日），以中國大陸當時的政治、軍事和外交為主，其有關經濟、社會和文化者，也盡量編入，資料極為完備，與《近代中國史事日誌》構成50年來近代中國最忠實的紀錄

## 外部連結
- 中華民國史事日誌（页面存档备份，存于）可線上閱讀。（繁體中文）
- 中央研究院近代史研究所（页面存档备份，存于）開放下載頁面(pdf檔)（繁體中文）
- 作家生活誌（页面存档备份，存于）復刻版